# Eutypella parasitica
Eutypella parasitica ist eine Pilzart aus der Familie der Eckenscheibchenverwandten. Sie verursacht den Ahorn-Stammkrebs auf verschiedenen Ahorn-Arten.

## Merkmale

### Makroskopische Merkmale
Eutypella parasitica löst bei verschiedenen Ahornarten eine ausgedehnte Krebswucherung aus, begleitet meist von einer Stammfäule. Typisch sind auch die weißen bis sandfarbenen Myzelstränge im Phloem am Rande der Wucherung. Nach der Infektion entsteht zunächst eine rundliche Rindenläsion, die sich jährlich um etwa 1–2 cm vergrößert. Mit der Zeit – meist nach einigen Jahren – kommt es zur Bildung eines Stammkrebses durch Überwallung und einer Wundkallusbildung. Bei fortschreitender Krankheit wuchert der Krebs meist einseitig, was zu einer Krümmung des Baumes führen kann. Das Holz ist innen von Braunfäule durchsetzt.

### Mikroskopische Merkmale
Perithecien sind immer auf älteren Teilen des Krebses reichlich vorhanden. Sie werden bis zu 5 mm lang. Ein Stroma ist nur sehr spärlich ausgebildet. Die Ascosporen werden 5,5–12 μm lang und 2–4 μm breit. Die Schläuche besitzen eine Länge von 61–117 μm mit einer Breite von 5–10 μm. Konidien werden 12,5–35 × 1–2,5 μm groß.

## Ökologie und Phänologie
Befallen werden verschiedene Ahornarten. In Nordamerika sind dies vor allem Zucker-Ahorn und Rot-Ahorn, seltener Eschen-Ahorn, Spitz-Ahorn und Berg-Ahorn, jedoch auch Silber-Ahorn, Schwarzer Zucker-Ahorn und Streifen-Ahorn. In Europa sind alle heimischen Arten betroffen, vor allem Berg-Ahorn, in schwächerem Maße Feld-Ahorn und am seltensten Spitz-Ahorn.
Die Art braucht relativ hohe Luftfeuchtigkeit, um Sporen zu bilden, die vom Wind verbreitet werden. Infiziert wird der Baum über Astbrüche bis 5 cm und Wunden.

## Verbreitung
Eutypella parasitica war ursprünglich im nordöstlichen Nordamerika verbreitet, so in den kanadischen Bundesstaaten Ontario und Quebec sowie in den USA in den Bundesstaaten Minnesota, Wisconsin, Illinois, Indiana, Michigan, Ohio, Pennsylvania, New York State, Connecticut, Massachusetts, Maine, New Hampshire, Rhode Island und Vermont. In Europa trat die Art erstmals 2005 in Slowenien auf. In der Slowakei wurde ebenfalls bereits 2005 ein Ahorn mit entsprechenden Symptomen fotografiert, der eindeutige Nachweis der Art gelang jedoch erst 2018 am selben Standort. In Österreich wurde sie erstmals im Dezember 2006 im Bezirk Lilienfeld entdeckt und 2007 in Kroatien. 2013 wurden befallene Bäume in München und damit erstmals in Deutschland entdeckt. Vermutlich wird sich die Art über ganz Mitteleuropa, die Apenninen und den Balkan ausbreiten.

## Bedeutung
Die Krankheit verursacht besonders an Standorten mit einem hohen Anteil von Zucker-Ahorn Einbußen. Eine Ausrottung in Europa ist aufgrund der weiten Verbreitung unwahrscheinlich. Empfohlen wird ein Fällen der betroffenen Bäume und ein Entsorgen der Stümpfe bei einem Schnitt 40 cm unterhalb der befallenen Stelle.

## Systematik
Eutypella parasitica wurde 1938 von R.W. Davidson und R.C. Lorenz erstbeschrieben. Die Art gehört zur Gattung Eutypella innerhalb der Eckenscheibenverwandten, die alle auf Holz leben.